# Francine Jeanprêtre

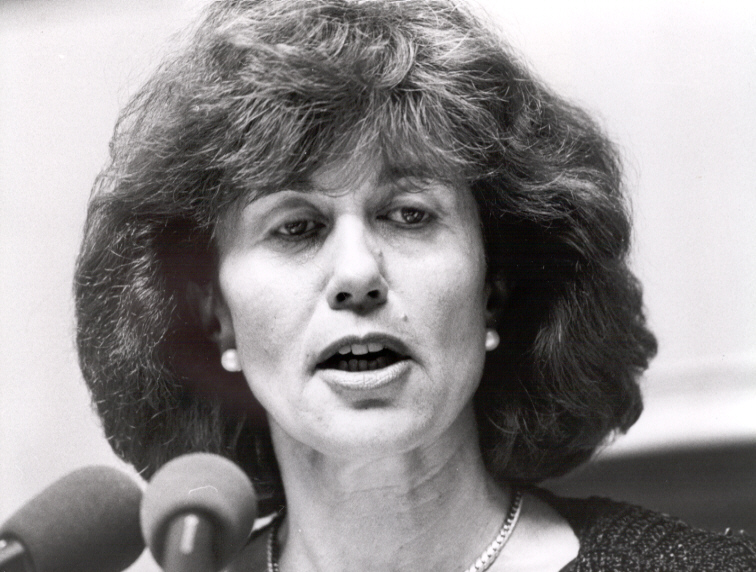
Francine Jeanprêtre (1990)

Francine Jeanprêtre (* 6. Juli 1946 in Neuchâtel) ist eine Schweizer Juristin und Politikerin (SP).

## Politische Karriere
Nach ihrem Jurastudium begann Jeanprêtre ihre politische Laufbahn als Gemeinderätin von Morges im Kanton Waadt. Von 1982 bis 1989 nahm sie diverse Funktionen wahr, unter anderem die Stadtplanung. 1987 wurde sie für die Sozialdemokratische Partei des Kantons Waadt in den Nationalrat gewählt. Im Nationalrat setzte sie sich stark gegen den sexuellen Missbrauch von Kindern im In- und Ausland ein. Sie kämpfte ebenfalls für die Abschaffung der Militärjustiz. Dem Nationalrat gehörte sie bis zum 5. Dezember 1999 an.
1998 wurde sie als Regierungsrätin (Staatsrätin) im Kanton Waadt gewählt und übernahm das Bildungs- und Jugenddepartement. 2002 stellte sie sich zur Wiederwahl, verlor aber ihren Sitz in der Waadtländer Exekutive. Sie selbst sah dies als Konsequenz ihres Fokus auf die Arbeit in der Direktion. Rückblickend meinte sie selbstkritisch, dass sie in der Konzentration auf Sachfragen ihre öffentliche Präsenz und die Netzwerkpflege vernachlässigt habe.